# Smokehouse
Smokehouse Pictures ou simplement Smoke House est une société de production audiovisuelle créée en 2006 par George Clooney et Grant Heslov après l'arrêt de Section Eight.
Le nom de l'entreprise est un clin d'œil au restaurant du même nom situé aux portes du studio de la Warner à Burbank en Californie et dont George Clooney est un client régulier.

## Filmographie
- 2008 : Jeux de dupes (Leatherheads) de George Clooney
- 2009 : Playground (documentaire) de Libby Spears
- 2009 : Les Chèvres du Pentagone (The Men Who Stare at Goats) de Grant Heslov
- 2010-2011 : Memphis Beat (série télévisée)
- 2010 : The American d'Anton Corbijn
- 2011 : Les Marches du pouvoir (The Ides of March) de George Clooney
- 2012 : Argo de Ben Affleck
- 2014 : Monuments Men (The Monuments Men) de George Clooney
- 2016 : Money Monster de Jodie Foster
- 2017 : Bienvenue à Suburbicon (Suburbicon) de George Clooney
- 2018 : Ocean's 8 de Gary Ross
- 2020 : Minuit dans l'univers (The Midnight Sky) de George Clooney
- 2021 : The Tender Bar de George Clooney
- 2022 : Ticket to Paradise d'Ol Parker
- 2023 : Ils étaient un seul homme (The Boys in the Boat) de George Clooney
- 2024 : Wolves de Jon Watts
- 2024 : The Agency (série TV)